# جمعية الصحفيين بالقيروان
جمعية الصحفيين بالقيروان تأسست جمعية الصحفيين بالقيروان رسميا سنة 2011 وإن كانت موجودة بصفة غير رسمية منذ سنة 2009، حيث لم يتم قبول احداث هذه الجمعية لحساسية هذا النوع من التنظيمات قبل ثورة في تونس.

## أهدافها
ربط أواصر المودة بين كافة أصحاب المهنة الصحفية والإعلامية.
ـ المساهمة في تطوير مستوى الكفاءة والأداء المهني للصحفيين الراجعين بالنظر لولاية القيروان.
ـ إبرام اتفاقيات شراكة مع المحيط الخارجي والجمعيات المماثلة.
ـ تنظيم حوارات ولقاءات مشتركة بين الإعلاميين والمسؤولين